# Версаль (телесериал)
«Верса́ль» (англ. Versailles) — франко-канадский исторический телесериал о времени строительства Версальского дворца во время правления Людовика XIV. Премьера телесериала состоялась 16 ноября 2015 года на телеканале Canal+.
Второй сезон «Версаля» был заказан ещё до премьеры первого. Съёмки второго сезона стартовали в феврале 2016 года; сезон описывают события спустя четыре года после финала первого сезона. Премьера сезона состоялась 27 марта 2017 года.
В сентябре 2016 года был заказан третий сезон, также до премьеры второго сезона. Старт съёмок третьего сезона запланирован на апрель 2017 года. Премьера третьего сезона состоялась 23 апреля 2018 года во Франции на Canal+.
17 апреля 2018 года стало известно, что третий сезон станет для сериала последним.

## Сюжет
Версаль, 1667 год. Преследуемый событиями Фронды, когда придворные начали бунтовать против монархии, король Людовик XIV (Джордж Благден), которому минуло двадцать восемь лет, решает сделать макиавеллиевский политический ход, чтобы заставить дворянство повиноваться — он переводит двор из Парижа в Версаль, бывший охотничий домик его отца. Находясь в безвыходном положении из-за „приглашения“ своего короля, французский двор постепенно переезжает в Версаль, где обнаруживают себя запертыми в „золотой клетке“ — замке, полном тайн, политических игр и интриг, которые раскрывает Версаль во всей своей красоте и жестокости.

## В ролях
| Актёр              | Персонаж                                | Сезоны       | Сезоны       | Сезоны       |
| Актёр              | Персонаж                                | 1            | 2            | 3            |
| ------------------ | --------------------------------------- | ------------ | ------------ | ------------ |
| Джордж Благден     | король Людовик XIV                      | Постоянно    | Постоянно    | Постоянно    |
| Александр Влахос   | Филипп I, герцог Орлеанский             | Постоянно    | Постоянно    | Постоянно    |
| Тай Рунян          | Фабьен Маршаль                          | Постоянно    | Постоянно    | Постоянно    |
| Стюарт Боумен      | Александр Бонтан                        | Постоянно    | Постоянно    | Постоянно    |
| Стив Кьюмин        | Жан-Батист Кольбер                      | Постоянно    | Постоянно    | Постоянно    |
| Джо Шеридан        | Маркиз де Лувуа                         | Постоянно    | Постоянно    | Постоянно    |
| Амира Казар        | Беатрис Иероним де Лоррен               | Постоянно    |              |              |
| Анатоль Таубман    | Монкур                                  | Постоянно    |              |              |
| Эван Уильямс       | Шевалье де Лоррен                       | Постоянно    | Постоянно    | Постоянно    |
| Ноэми Шмидт        | Генриетта Английская                    | Постоянно    | Гость        |              |
| Анна Брюстер       | Франсуаза-Атенаис, маркиза де Монтеспан | Постоянно    | Постоянно    | Периодически |
| Жилли Гилкрист     | Жак (садовник)                          | Постоянно    | Периодически |              |
| Лиззи Брошре       | Клодин Массон                           | Постоянно    | Периодически |              |
| Питер Хадсон       | Доктор Массон                           | Периодически |              |              |
| Алексис Михалик    | Роан                                    | Периодически | Гость        |              |
| Сара Уинтер        | Луиза де Лавальер                       | Постоянно    |              |              |
| Джордж Уэбстер     | Вильгельм III Оранский                  | Гость        | Периодически |              |
| Сюзанна Клемент    | мадам Агата                             |              | Постоянно    |              |
| Марк Рендалл       | Тома Бомон                              |              | Постоянно    |              |
| Кэтрин Уолкер      | маркиза де Ментенон                     |              | Постоянно    | Постоянно    |
| Элиза Лазовски     | Мария Терезия Испанская                 | Периодически | Постоянно    | Периодически |
| Мэддисон Джайзани  | Софи                                    | Периодически | Постоянно    | Постоянно    |
| Джессика Кларк     | Елизавета Шарлотта Пфальцская           |              | Постоянно    | Постоянно    |
| Пип Торренс        | герцог Кассель                          | Периодически | Постоянно    |              |
| Гарри Хаден-Паттон | Гастон                                  |              | Постоянно    |              |
| Грета Скакки       | Мадлен де Фо                            |              | Постоянно    |              |
| Джеймс Джойнт      | Отец Паскаль                            |              | Периодически |              |
| Мэттью Макналти    | Гийом де Пин                            |              |              | Постоянно    |
| Дженни Платт       | Жанна Де Пин                            |              |              | Постоянно    |
| Энтони Флэнаган    | Бастьен Де Пин                          |              |              | Постоянно    |
| Рори Кинэн         | Император Леопольд I                    |              |              | Постоянно    |
| Мари Аскехаве      | Дельфина                                |              |              | Постоянно    |

## Эпизоды
| Сезон | Сезон | Эпизоды | Оригинальная дата показа | Оригинальная дата показа |
| Сезон | Сезон | Эпизоды | Премьера сезона          | Финал сезона             |
| ----- | ----- | ------- | ------------------------ | ------------------------ |
|       | 1     | 10      | 16 ноября 2015           | 14 декабря 2015          |
|       | 2     | 10      | 27 марта 2017            | 24 апреля 2017           |
|       | 3     | 10      | 23 апреля 2018           | 21 мая 2018              |

### Сезон 1 (2015)
| № общий | № в сезоне | Название                                             | Режиссёр       | Автор сценария | Дата премьеры   |
| ------- | ---------- | ---------------------------------------------------- | -------------- | --- | --------------- |
| 1       | 1          | «Добро пожаловать в Версаль» «Welcome to Versailles» | Джалиль Леспер | Сюжет : Саймон Миррен и Дэвид Волстенкрофт , Андре Жакметон & Мари Жакметон Телесценарий : Саймон Миррен и Дэвид Волстенкрофт | 16 ноября 2015  |
| 2       | 2          | «Государство - это я!» «I Am the State»              | Джалиль Леспер | Саймон Миррен и Дэвид Волстенкрофт                                                                                            | 16 ноября 2015  |
| 3       | 3          | «Зеркало принцессе» «Mirror for Princes»             | Кристоф Шреве  | Саймон Миррен и Дэвид Волстенкрофт                                                                                            | 23 ноября 2015  |
| 4       | 4          | «Путь» «The Road»                                    | Кристоф Шреве  | Саймон Миррен и Дэвид Волстенкрофт                                                                                            | 23 ноября 2015  |
| 5       | 5          | «Кланяйтесь вашему королю!» «Bow to Your King»       | Кристоф Шреве  | Саша Эл | 30 ноября 2015  |
| 6       | 6          | «Инвалиды» «Invalides»                               | Томас Винсент  | Сюжет : Саша Эл Телесценарий : Эндрю Бэмпфилд                                                                                 | 30 ноября 2015  |
| 7       | 7          | «Откровения» «Revelations»                           | Томас Винсент  | Сюжет : Саша Эл Телесценарий : Саймон Миррен и Дэвид Волстенкрофт                                                             | 7 декабря 2015  |
| 8       | 8          | «Дипломатия» «Diplomacy»                             | Дэниэл Роби    | Эндрю Бэмпфилд | 7 декабря 2015  |
| 9       | 9          | «Этикет» «Etiquette»                                 | Дэниэл Роби    | Эндрю Бэмпфилд | 14 декабря 2015 |
| 10      | 10         | «Здесь должен быть сад» «Bring the Garden Here»      | Дэниэл Роби    | Саймон Миррен и Дэвид Волстенкрофт                                                                                            | 14 декабря 2015 |

### Сезон 2 (2017)
| № общий | № в сезоне | Название                                                              | Режиссёр       | Автор сценария                                                                       | Дата премьеры  |
| ------- | ---------- | --------------------------------------------------------------------- | -------------- | ------------------------------------------------------------------------------------ | -------------- |
| 11      | 1          | «Лабиринт» «The Labyrinth»                                            | Эндрю Бэмпфилд | Сюжет : Саймон Миррен и Дэвид Волстенкрофт Телесценарий : Дэвид Волстенкрофт         | 27 марта 2017  |
| 12      | 2          | «Тихий голосок» «A Still Small Voice»                                 | Томас Винсент  | Сюжет : Саймон Миррен и Дэвид Волстенкрофт Телесценарий : Дэвид Волстенкрофт         | 27 марта 2017  |
| 13      | 3          | «Кто будет защищать гвардию?» «Who Will Guard the Guards Themselves?» | Томас Винсент  | Эндрю Бэмпфилд                                                                       | 3 апреля 2017  |
| 14      | 4          | «Миазм» «Miasma»                                                      | Томас Винсент  | Эндрю Бэмпфилд                                                                       | 3 апреля 2017  |
| 15      | 5          | «Война и мир» «War and Peace»                                         | Майк Баркер    | Эндрю Бэмпфилд и Дэвид Волстенкрофт                                                  | 10 апреля 2017 |
| 16      | 6          | «Пески времени» «The Sands of Time»                                   | Майк Баркер    | Сюжет : Эндрю Бэмпфилд и Дэвид Волстенкрофт Телесценарий : Тим Лоан                  | 10 апреля 2017 |
| 17      | 7          | «Ночь» «A Night»                                                      | Майк Баркер    | Эндрю Бэмпфилд                                                                       | 17 апреля 2017 |
| 18      | 8          | «Новый режим» «The New Regime»                                        | Луи Шокетт     | Сюжет : Эндрю Бэмпфилд и Дэвид Волстенкрофт , Тим Лоан Телесценарий : Эндрю Бэмпфилд | 17 апреля 2017 |
| 19      | 9          | «Семь теней» «Seven Shadows»                                          | Луи Шокетт     | Сюжет : Эндрю Бэмпфилд и Дэвид Волстенкрофт , Тим Лоан Телесценарий : Тим Лоан       | 24 апреля 2017 |
| 20      | 10         | «Кровью и камнем» «Of Blood and Stone»                                | Луи Шокетт     | Эндрю Бэмпфилд & Тим Лоан                                                            | 24 апреля 2017 |

### Сезон 3 (2018)
| № общий | № в сезоне | Название                                          | Режиссёр         | Автор сценария                                                  | Дата премьеры  |
| ------- | ---------- | ------------------------------------------------- | ---------------- | --------------------------------------------------------------- | -------------- |
| 21      | 1          | «Дым и зеркала» «Smoke and Mirrors»               | Ричард Кларк     | Сюжет : Эндрю Бэмпфилд и Тим Лоан Телесценарий : Тим Лоан       | 23 апреля 2018 |
| 22      | 2          | «Вопрос истины» «Question of Trust»               | Ричард Кларк     | Сюжет : Эндрю Бэмпфилд и Тим Лоан Телесценарий : Эндрю Бэмпфилд | 23 апреля 2018 |
| 23      | 3          | «Истина лопнет» «The Truth Will Burst»            | Ричард Кларк     | Сюжет : Эндрю Бэмпфилд и Тим Лоан Телесценарий : Марта Хиллер   | 30 апреля 2018 |
| 24      | 4          | «Преступление и наказание» «Crime and Punishment» | Ричард Кларк     | Сюжет : Эндрю Бэмпфилд и Тим Лоан Телесценарий : Стив Бейли     | 30 апреля 2018 |
| 25      | 5          | «Загробная жизнь» «The Afterlife»                 | Эдвард Базалгетт | Сюжет : Эндрю Бэмпфилд и Тим Лоан Телесценарий : Тим Лоан       | 7 мая 2018     |
| 26      | 6          | «Колесо фортуны» «The Wheel of Fortune»           | Эдвард Базалгетт | Сюжет : Эндрю Бэмпфилд и Тим Лоан Телесценарий : Эндрю Бэмпфилд | 7 мая 2018     |
| 27      | 7          | «Книга откровений» «The Book of Revelations»      | Эдвард Базалгетт | Сюжет : Эндрю Бэмпфилд и Тим Лоан Телесценарий : Марта Хиллер   | 14 мая 2018    |
| 28      | 8          | «Люди и Боги» «Men and Gods»                      | Питер Ван Хис    | Сюжет : Эндрю Бэмпфилд и Тим Лоан Телесценарий : Стив Бейли     | 14 мая 2018    |
| 29      | 9          | «Пороховая бочка» «The Powder Keg»                | Питер Ван Хис    | Сюжет : Эндрю Бэмпфилд и Тим Лоан Телесценарий : Тим Лоан       | 21 мая 2018    |
| 30      | 10         | «Наследие» «The Legacy»                           | Питер Ван Хис    | Сюжет : Эндрю Бэмпфилд и Тим Лоан Телесценарий : Эндрю Бэмпфилд | 21 мая 2018    |

## Отзывы критиков
Первый сезон «Версаля» получил смешанные и положительные отзывы критиков. На Metacritic рейтинг сериала составляет 55 баллов из ста, что основано на 6-и рецензиях, а на сайте-агрегаторе Rotten Tomatoes сериал держит 88% «свежести» со средним рейтингом 6/10, что основано на 10 отзывах критиков.

## Места съёмок
Кроме самого Версаля, многие другие замки и дворцы во Франции использовались для изображения Версаля, среди которых:
- Во-ле-Виконт
- Замок Пьерфон
- Сады дворца Шан-сюр-Марн
- Дворец Мезон-Лаффит
- Дворец Жанври
- Замок Вини
- Замок Лесини
- Коммуна Рамбуйе
- Дворец Со

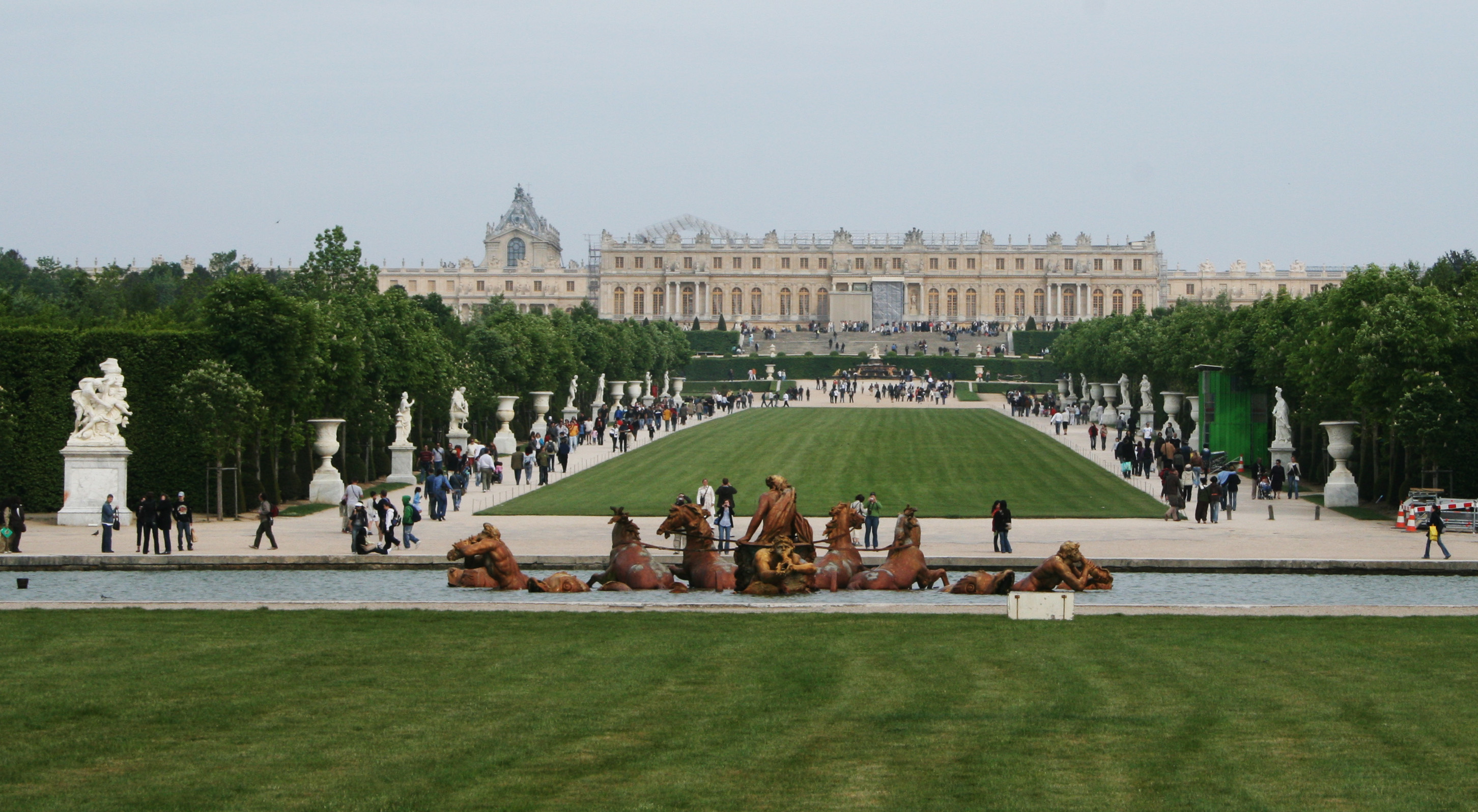
Современный Версаль
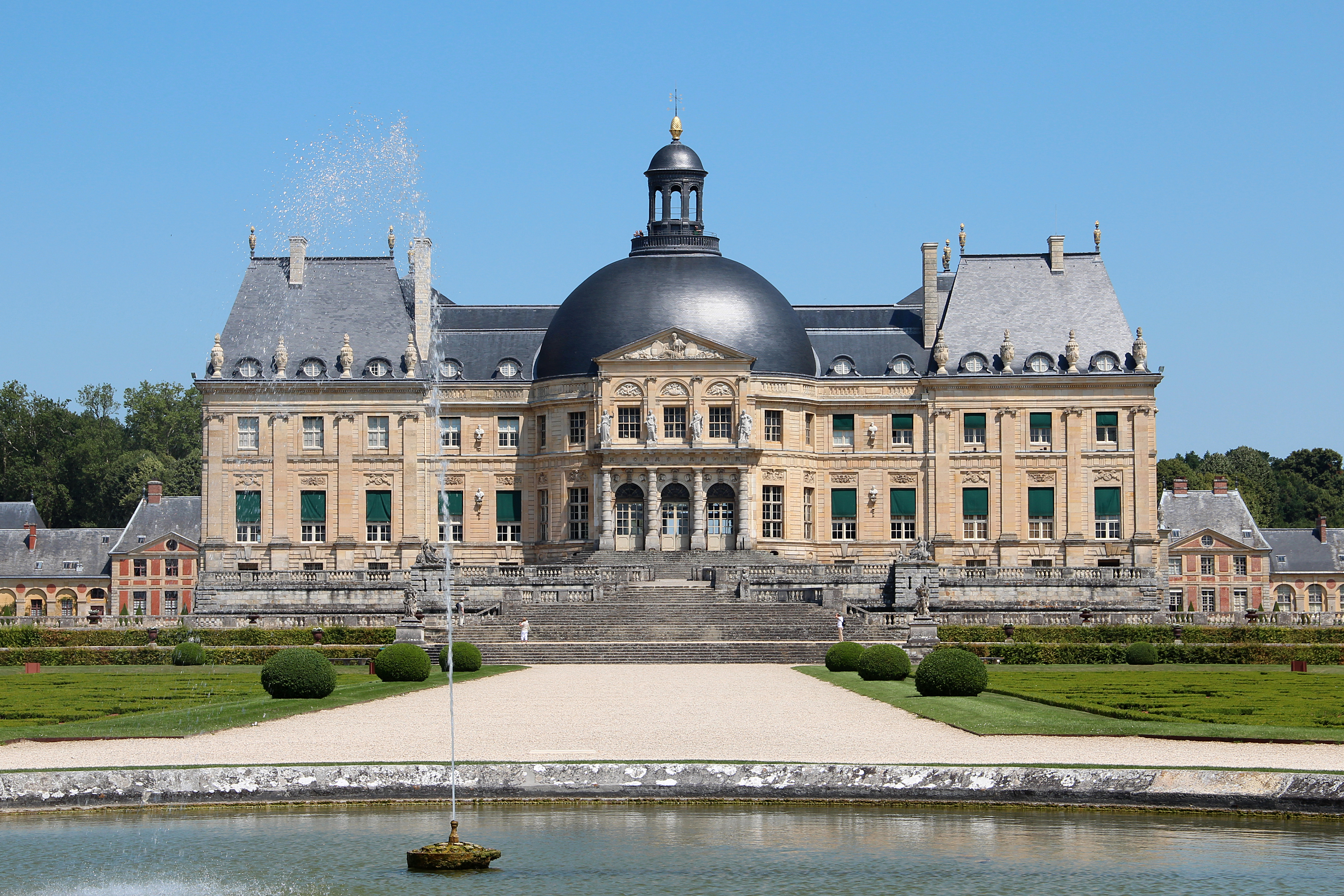
Во-ле-Виконт
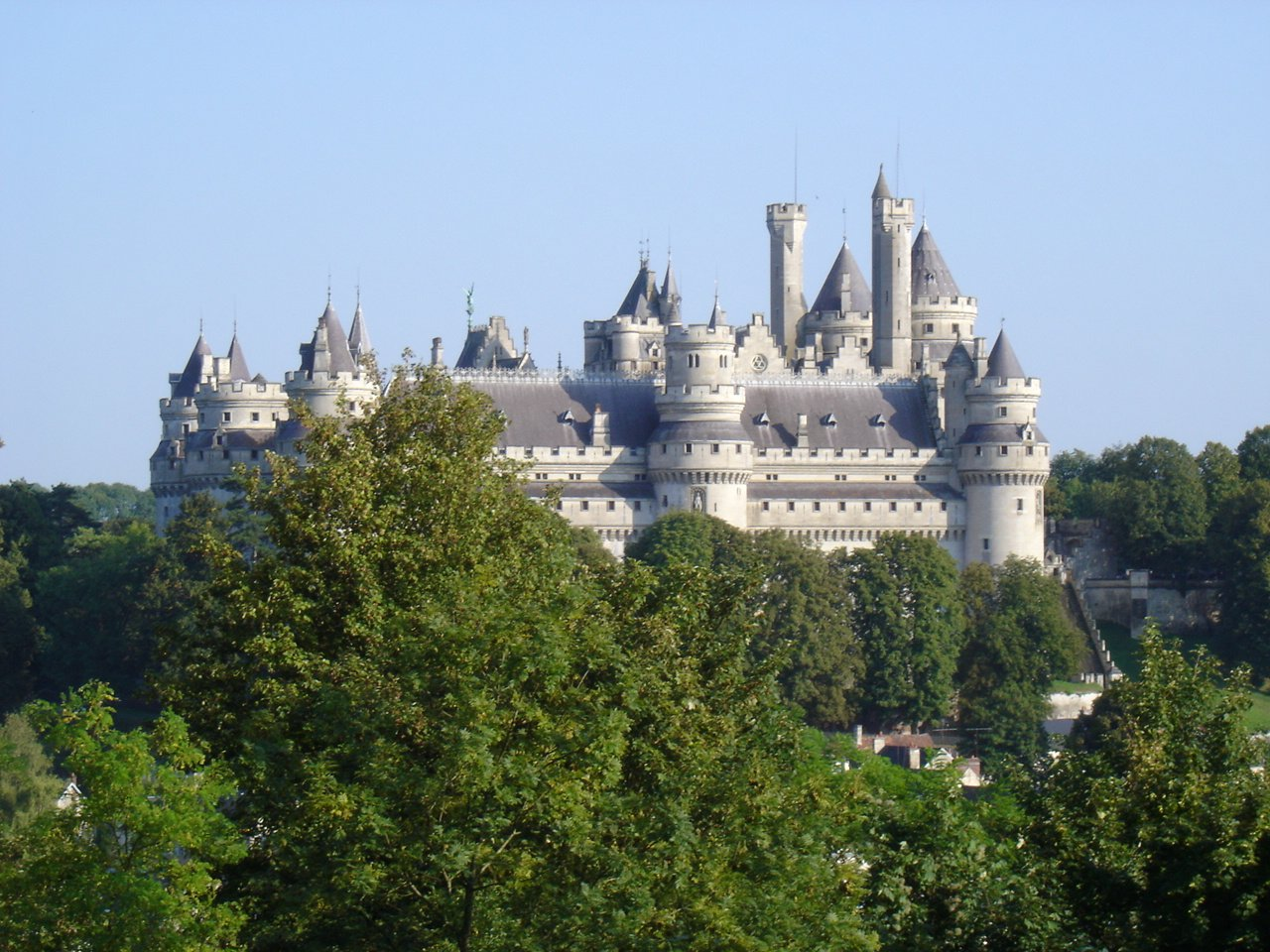
Замок Пьерфон
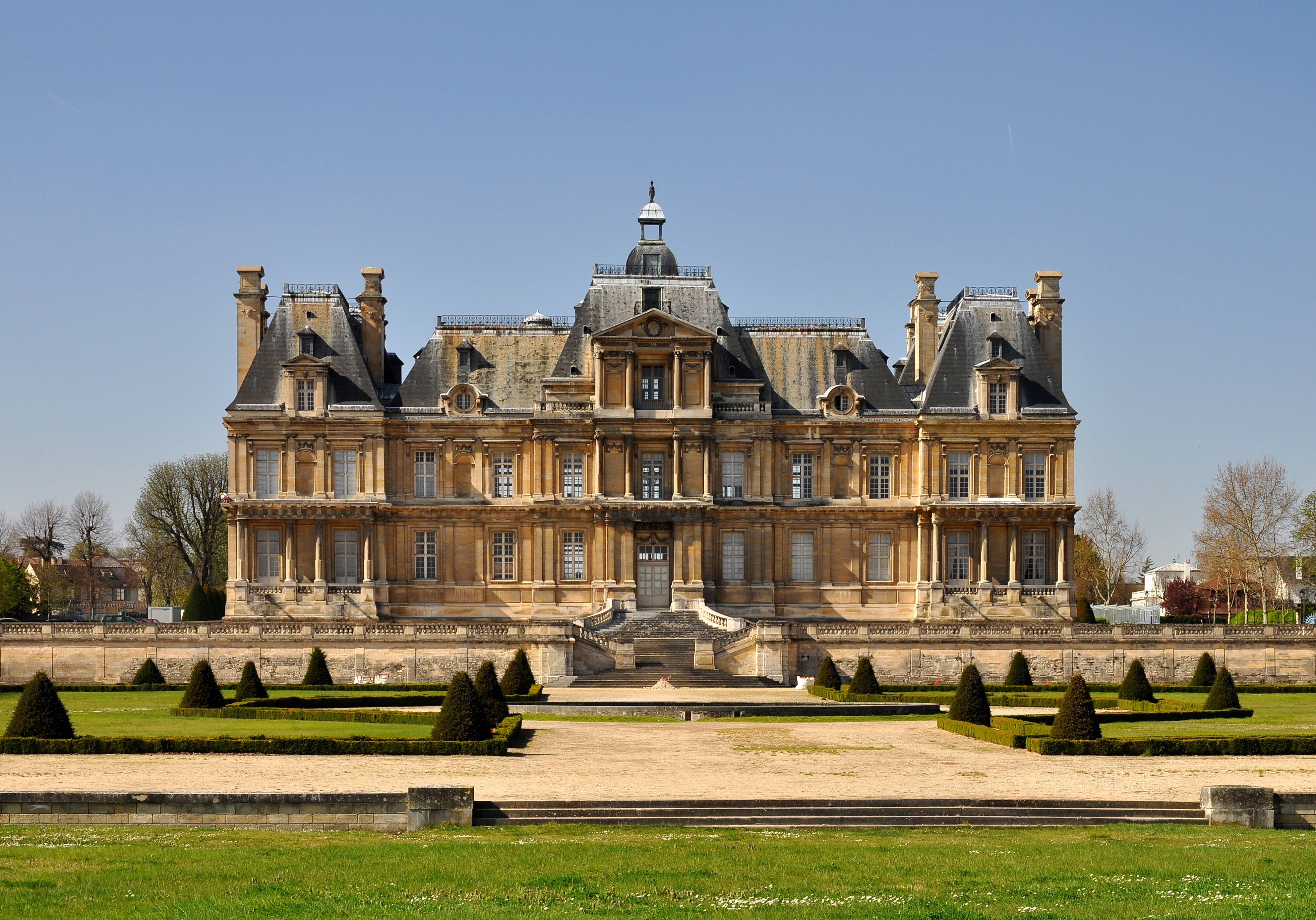
Дворец Мезон-Лаффит